# کمال‌الحق سلامی
کمال‌الحق سلامی (۱۳۲۷ مشهد – ۲ اردیبهشت ۱۳۷۳)، نویسنده، مجری و گوینده صدا و سیمای جمهوری اسلامی بود.
سلامی تحصیلاتش را تا مقطع کارشناسی در رشتهٔ ریاضیات ادامه داد و پس از آن به کارِ تدریس پرداخت. از سال ۱۳۵۶ همکاری با تلویزیون را آغاز کرد و در واحد اطلاعات و برنامه‌ریزی شبکه ۲ مشغول بکار شد. سپس از سال ۱۳۶۹ تا ۱۳۷۲، مسئول واحد ارزشیابی و کنترل تولید شبکه ۱ بود و علاوه بر نوشتن و خواندن متنِ فیلم‌های مستند، مجری برنامه‌هایی همچون «مسابقهٔ معارف»، «جدول تصویری»، «مسابقهٔ هفته»، «دنیای جوان» و برخی برنامه‌های ادبی بود. آخرین برنامه‌ای که وی به‌عنوان مجری در آن حضور داشت، پرواز ۵۷ بود که در دههٔ فجر ۷۲ پخش شد. او به عنوان ویراستار با انتشارات سروش همکاری داشت. از برنامه‌هایی که وی در دههٔ ۶۰ شمسی اجرا می‌کرد، می‌توان به مسابقهٔ «جدول تصویری» که از شبکهٔ یک پخش می‌شد اشاره نمود.
وی از نظر اطلاعات عمومی در سطح بالایی قرار داشت و برای همه سؤال‌ها توضیح کامل و جامعی داشت. او که فردی آشنا با فرهنگ و واژه گزینی بود، در برابر استفاده از واژگان بیگانه در رسانه ملی ایستادگی می‌کرد. در دوره‌ای مسابقه هفته بدون حضور منوچهر نوذری و با اجرای سلامی پخش شد.
امیرحسین مدرس مجری تلویزیون از سلامی به عنوان کسی یاد می‌کند که از او بسیار آموخته است. کمال‌الحق سلامی در بامداد جمعه ۲ اردیبهشت ۱۳۷۳ در تهران درگذشت و در بهشت زهرای تهران قطعه ۷۰ ردیف ۵۰۱ شمارهٔ ۳ دفن گردید.